# Filtre (mathématiques)
Pour les articles homonymes, voir Filtre.
Ne pas confondre avec une filtration.
En mathématiques, et plus particulièrement en topologie générale, un filtre est une structure définie sur un ensemble, et permettant d'étendre la notion de limite aux situations les plus générales. La théorie des filtres a été inventée, en 1937, par Henri Cartan, et utilisée par Bourbaki.
Les filtres ont permis en particulier une démonstration élégante du théorème de Tychonov. Le cas particulier important des ultrafiltres joue un rôle déterminant dans la construction de prolongements d'objets classiques tels que les réels (donnant naissance aux hyperréels), ou les espaces localement compacts (permettant une construction du compactifié de Stone-Čech).

## Avant-propos
En mathématiques, la notion de limite est au cœur de nombreux phénomènes et donne lieu à une théorie appelée topologie :
(1) Si E et F sont des espaces topologiques, f une fonction de E dans F et a un point de E, on dit que « f(x) tend vers une limite ℓ ∈ F lorsque x tend vers a » si pour tout voisinage V de ℓ dans F, il existe un voisinage U de a dans E tel que f(U) ⊂ V.
(2) Si A est une partie non vide de la droite réelle achevée ℝ et a ≠ –∞ est un point adhérent à A, on appelle limite à gauche de f au point a, relativement à A, une quantité ℓ ∈ F telle que pour tout voisinage V de ℓ dans F, il existe un voisinage U de a dans ℝ tel que f(U ∩ A ∩ ]–∞, a[) ⊂ V ; lorsque F est séparé, une telle quantité ℓ est unique et notée {\displaystyle \lim _{x\to a,x<a,x\in A}f(x)}.
Lorsque a admet un système fondamental dénombrable de voisinages, par exemple lorsque E est un espace métrisable, l'utilisation de suites est commode pour étudier les limites :
- dans le cas (1) ci-dessus, pour que f(x) tende vers une limite ℓ ∈ F lorsque x tend vers a, il faut et il suffit que pour toute suite (xn) de E convergeant vers a, la suite (f(xn)) converge vers ℓ dans F ;
- dans le cas (2), pour que ℓ ∈ F soit limite à gauche de F au point a, relativement à A, il faut et il suffit que pour toute suite (xn) de A ∩ ]–∞, a[ convergeant vers a, la suite (f(xn)) converge vers ℓ dans F.

La caractérisation des limites au moyen de suites devient impossible lorsque les points de E n'admettent pas un système fondamental dénombrable de voisinages. C'est le cas, par exemple, si E est un espace localement convexe limite inductive stricte d'une suite strictement croissante d'espaces de Fréchet. De tels exemples se rencontrent en théorie des distributions. On peut alors remplacer les suites par des suites généralisées (ou « suites de Moore-Smith » ou filets). Mais selon Bourbaki, 

« L'introduction des filtres par H. Cartan, tout en apportant un instrument très précieux en vue de toutes sortes d'applications (où il se substitue avantageusement à la « notion de convergence à la Moore-Smith »), est venue, grâce à la théorie des ultrafiltres, achever d'éclaircir et de simplifier la théorie. »

Néanmoins, comme l'écrit Eric Schechter,
«  Filters have many other uses — in set theory, logic, algebra, etc. — but filters can also be used to study convergences. In fact, nets and filters yield essentially the same results about convergences. Some mathematicians prefer nets or prefer filters, and use only one system or the other. It is this author's opinion that the ideas of nets and filters complement each other; they should not be viewed as two separate systems of ideas.  »
Les filets permettent de traiter les problèmes classiques de topologie (ceux ayant trait aux questions de convergence) au même titre que les filtres, tandis que les filtres s'avèrent, sinon nécessaires, du moins mieux adaptés, pour des problèmes de topologie plus exotiques.

## Définition
Étant donné un ensemble E, on appelle filtre sur E toute partie ℱ de P(E) (ensemble des parties de E) telle que :
1. toute partie de E incluant un élément de ℱ appartient à ℱ ;
2. toute intersection finie d'éléments de ℱ appartient à ℱ ;
3. l'ensemble vide n'appartient pas à ℱ.

Remarques :
- l'axiome 2 est équivalent à la conjonction des deux axiomes suivants :
  - 2a. l'intersection de deux éléments de ℱ appartient à ℱ,
  - 2.b. E (l'intersection de la famille vide[10]) appartient à ℱ ;
- les axiomes 2.b et 3 montrent qu'il n'y a pas de filtre sur l'ensemble vide ;
- en présence de l'axiome 1 :
  - l'axiome 2.b équivaut à : ℱ est non vide ;
  - l'axiome 3 équivaut à : ℱ ≠ P(E).

## Exemples

Les éléments en vert foncé forment un filtre : ce sont tous les sous-ensembles qui incluent {1, 4}. Si on ajoute les éléments en vert clair, on a le filtre principal composé des éléments qui incluent {1}.

- Les éléments en vert foncé forment un filtre : ce sont tous les sous-ensembles qui incluent {1, 4}. Si on ajoute les éléments en vert clair, on a le filtre principal composé des éléments qui incluent {1}.Soit A un sous-ensemble non vide d'un ensemble E. L'ensemble {\displaystyle {\mathcal {F}}_{A}=\{X\in P(E)\mid A\subseteq X\}} est un filtre, qu'on dit être un filtre principal. Le filtre principal {\displaystyle {\mathcal {F}}_{\{x\}}} ({\displaystyle x\in E}) est souvent noté {\displaystyle {\mathcal {F}}_{x}}.
- Soit E un espace topologique et x un élément de E. L'ensemble des voisinages de x est un filtre sur E appelé filtre des voisinages de x[11].
Dans le cas particulier où la topologie de E est discrète, on retombe sur un filtre principal puisque pour la topologie discrète, une partie de E est un voisinage de x si et seulement si elle contient x.
- Le filtre de Fréchet sur un ensemble infini E est l'ensemble des parties de E ayant un complémentaire fini dans E. En absence de précision, un filtre de Fréchet est considéré sur l'ensemble {\displaystyle \mathbb {N} } des entiers naturels.
- Soit A un sous-ensemble de E et ℱ un filtre sur E. La trace ℱA de ℱ sur A est un filtre sur A si et seulement si tout élément de ℱ rencontre A. Cette trace ℱA est alors appelée le filtre induit par ℱ sur A[12].
- Soit {\displaystyle ({\mathcal {F}}_{i})_{i\in I}} une famille non vide de filtres sur un ensemble E. L'ensemble {\displaystyle {\mathcal {F}}=\bigcap \nolimits _{i\in I}{\mathcal {F}}_{i}} est un filtre sur E, appelé filtre intersection de la famille {\displaystyle ({\mathcal {F}}_{i})_{i\in I}}.

## Bases de filtre

### Définition
Soit E un ensemble. Une partie ℬ de P(E) est une base de filtre si l'ensemble ℱ = {\displaystyle \{A\in P(E)\mid A} inclut un élément de ℬ{\displaystyle \}} est un filtre. On dit alors que ℬ est une base du filtre ℱ ou encore que ℱ est le filtre engendré par ℬ.

### Condition
Pour que ℬ soit une base de filtre, il faut et il suffit qu'il possède les trois propriétés suivantes :
- ℬ est non vide,
- ℬ ne contient pas l'ensemble vide,
- L'intersection de deux éléments de ℬ inclut un élément de ℬ.

Noter qu'une base de filtre ℬ, collection d'ensembles quelconques satisfaisant aux trois conditions ci-dessus, est ainsi définie indépendamment de tout filtre particulier, et même de tout ensemble englobant E. Pour tout ensemble E surensemble de tous les éléments de ℬ, il existe un filtre ℱ et un seul sur E dont ℬ est base.
Remarque, : étant donné un filtre ℱ, un sous-ensemble ℬ de ℱ en est une base si et seulement si tout élément de ℱ contient un élément de ℬ.
Une prébase de filtre sur E est un ensemble non vide 𝒫 de parties de E dont toute intersection finie est non vide. Ces intersections finies forment alors une base du plus petit filtre contenant 𝒫, et l'on dit que 𝒫 est une prébase de ce filtre.

### Exemples
- {{x}} est une base du filtre principal ℱx.
- Soit E un espace topologique et x un élément de E. Une base de voisinages de x est une base du filtre des voisinages de x.
- {\displaystyle \{[-r,r]\mid r>0\}} est une base du filtre des voisinages de 0 dans ℝ ; {\displaystyle \{{\mathopen {]}}-r,r{\mathclose {[}}\mid r>0\}} en est une autre ; {\displaystyle \{{\mathopen {]}}-1/n,1/n{\mathclose {[}}\mid n\in \mathbb {N} ^{*}\}} en est encore une autre (cette dernière a l'avantage d'être dénombrable).
- Plus généralement, soit E un espace métrique et x un point de E, l'ensemble des boules ouvertes (ou fermées) de centre x et de rayon r > 0 est une base du filtre des voisinages de x.
- Dans ℝ, {\displaystyle \{[-r,0{\mathclose {[}}\cup {\mathopen {]}}0,r]\mid r>0\}} est une base du filtre des voisinages épointés de 0, permettant de définir la limite épointée (ou limite par valeurs différentes) d'une fonction en 0.
- Dans ℝ, {\displaystyle \{{\mathopen {]}}0,r]\mid r>0\}} est une base du filtre des voisinages à droite de 0 (épointés), permettant de définir la limite à droite en 0 (ou limite par valeurs strictement supérieures).
- Dans ℕ, {\displaystyle \{[n,+\infty {\mathopen {[}}\mid n\in \mathbb {N} \}} est une base du filtre de Fréchet, permettant de définir la notion de limite d'une suite.
- Dans ℝN, l'ensemble des complémentaires des boules de centre 0 est une base du filtre des parties de complémentaire borné. Il permet de définir la notion de limite à l'infini d'une fonction définie sur ℝN.

## Finesse d'un filtre et ultrafiltres

### Définition
Soient ℱ1 et ℱ2 deux filtres sur un ensemble E. On dit que ℱ2 est plus fin que ℱ1 — ou que ℱ1 est plus grossier que ℱ2 — si ℱ1 ⊂ ℱ2. Supposons que ℱ1 (resp. ℱ2) ait pour base ℬ1 (resp. ℬ2). Pour que ℱ2 soit plus fin que ℱ1, il faut et il suffit que tout élément de ℬ1 inclue un élément de ℬ2.

### Propriétés
Le filtre intersection d'une famille non vide de filtres sur E est moins fin que chaque filtre de cette famille.
La réunion de toute chaîne non vide de filtres sur E est un filtre sur E. C'est le plus grossier des filtres sur E plus fins que chaque filtre de cette chaîne.
Pour qu'il existe un filtre sur E plus fin que ℱ1 et que ℱ2, il faut et il suffit que l'intersection d'un élément de ℱ1 et d'un élément de ℱ2 ne soit jamais vide.

### Ultrafiltre
Un ultrafiltre est un filtre maximal pour l'inclusion. En d'autres termes, ℱ est un ultrafiltre si et seulement si ℱ est le seul filtre plus fin que ℱ.
Les filtres principaux du type {\displaystyle {\mathcal {F}}_{x}} (cf. exemples ci-dessus) sont des ultrafiltres (souvent aussi appelés ultrafiltres triviaux).
Tout filtre est inclus dans un ultrafiltre ; autrement dit, pour tout filtre ℱ, il existe un ultrafiltre plus fin que ℱ. C'est une conséquence classique de l'axiome du choix ou de son équivalent le lemme de Zorn ; mais, réciproquement, l'axiome du choix s'avère nécessaire pour pouvoir construire des ultrafiltres non principaux (il y a des modèles de ZF dans lesquels il n'en existe pas sur les entiers, par exemple).
En revanche l'énoncé UF = « tout filtre peut être prolongé en un ultrafiltre » est strictement plus faible que l'axiome du choix, c'est-à-dire que (si ZF est consistante) alors il existe des modèles de ZF+UF dans lesquels AC est faux.
On notera qu'un filtre {\displaystyle {\mathcal {F}}} sur un ensemble E est un ultrafiltre si et seulement si toute partie A de E possède la propriété suivante: {\displaystyle A\in {\mathcal {F}}}  ou {\displaystyle A^{c}\in {\mathcal {F}}}.
Dans l'énoncé précédent, {\displaystyle A^{c}} est le complémentaire de A dans E et la disjonction est nécessairement exclusive.

## Filtre convergent, point adhérent à un filtre
Soient E un espace topologique et x un élément de E.
On dit que
- un filtre sur E converge vers x s'il est plus fin que le filtre des voisinages de x ; on exprime cela aussi en disant que x est une limite du filtre
- une base de filtre sur E converge vers x si le filtre qu'elle engendre converge vers x.
- x est adhérent à un filtre ℱ (sur E) si tout voisinage V de x et tout élément F de ℱ se rencontrent. Autrement dit il existe un filtre ℱ ' qui contient à la fois ℱ et {\displaystyle {\mathcal {V}}(x)} ou encore il existe un filtre ℱ ' plus fin que ℱ qui converge vers x.

L'ensemble des points adhérents à un filtre ℱ est un fermé : c'est {\displaystyle \cap _{F\in {\mathcal {F}}}{\overline {F}}}.
Si un filtre ℱ converge vers x alors x est adhérent à ℱ. La réciproque est vraie si ℱ est un ultrafiltre.
L'espace E est séparé si, et seulement si tout filtre sur E ne peut avoir plus d'une limite.

## Filtre image, limite d'une fonction
Soit E et F deux ensembles, f une fonction de E dans F et ℱ un filtre sur E. Le filtre image de ℱ par f est par définition l'ensemble des parties de F dont l'image réciproque par f appartient au filtre ℱ. Une base de ce filtre est l'ensemble f(ℱ) des images directes des éléments de ℱ.
Lorsque F est un espace topologique et y un élément de F, on dit que f converge vers y suivant ℱ, et on écrit {\displaystyle y=\lim \nolimits _{\mathcal {F}}f}, si f(ℱ) converge vers y. Cela généralise la notion habituelle de limite : lorsque E est également un espace topologique, a est un point de E et ℱ est le filtre des voisinages de a, on dit, lorsque f converge vers y suivant ℱ, que f(x) tend vers y lorsque x tend vers a ; si A est un sous-espace de E, a est un point adhérent à A et ℱ est la trace sur A du filtre des voisinages de a, on dit, lorsque f converge vers y suivant ℱ, que y est limite de f au point a, relativement au sous-espace A. On écrit {\displaystyle y=\lim \limits _{x\rightarrow a}f\left(x\right)} dans le premier cas, {\displaystyle y=\lim \limits _{x\rightarrow a,x\in A}f\left(x\right)} dans le second. On dit que f est continue au point {\displaystyle a\in E} si {\displaystyle f(a)=\lim \limits _{x\rightarrow a}f\left(x\right)}.
On peut également définir les notions de limites inférieure et supérieure, suivant un filtre, d'une fonction à valeurs dans ℝ.
Théorème — Soit E et F des espaces topologiques. 
(1) Si f est continue au point a et {\displaystyle {\mathcal {F}}} est un filtre de E convergeant vers a, alors {\displaystyle f({\mathcal {F}})} converge vers {\displaystyle f(a)}.
(2) Inversement, f est continue au point a si l'une des conditions équivalentes suivantes est vérifiée :
(a) Pour tout filtre {\displaystyle {\mathcal {F}}} de E convergeant vers a, {\displaystyle f({\mathcal {F}})} converge vers {\displaystyle f(a)}.
(b) Pour tout ultrafiltre {\displaystyle {\mathcal {U}}} de E convergeant vers a, {\displaystyle f({\mathcal {U}})} converge vers {\displaystyle f(a)}.

## Filtre élémentaire
Soit {\displaystyle (x_{i})_{i\in I}} une suite généralisée (ou filet) dans un ensemble E et, pour tout {\displaystyle i\in I}, {\displaystyle {\mathcal {B}}_{i}=\{x_{k}\mid k\geq i\}}. L'ensemble {\displaystyle {\mathcal {B}}=\{{\mathcal {\mathcal {B}}}_{i}\mid i\in I\}} est une base de filtre de E, appelé base du filtre élémentaire associé au filet {\displaystyle (x_{i})_{i\in I}}. Ce filtre élémentaire est l'image du filtre de Fréchet de I par la fonction {\displaystyle i\mapsto x_{i}} de I dans E.
Réciproquement, soit {\displaystyle {\mathcal {F}}} un filtre sur un ensemble E, {\displaystyle I} une base de {\displaystyle {\mathcal {F}}}, filtrante pour l'inclusion. Pour tout {\displaystyle i\in I}, soit {\displaystyle x_{i}\in i}. Le filet {\displaystyle (x_{i})_{i\in I}} est dit associé à {\displaystyle {\mathcal {F}}} (il n'y a pas unicité d'un filet associé à un filtre).
On dit qu'un filet {\displaystyle (x_{i})_{i\in I}} d'un ensemble E converge vers un point a de E si pour tout voisinage U de a, il existe {\displaystyle i\in I} tel que {\displaystyle x_{k}\in U} pour tout {\displaystyle k\geq i}.
Lemme — Soit E un espace topologique, {\displaystyle (x_{i})_{i\in I}} un filet de E, {\displaystyle {\mathcal {F}}} le filtre élémentaire associé, et {\displaystyle a\in E}. Les conditions suivantes sont équivalentes :
(a) {\displaystyle {\mathcal {F}}} converge vers a.
(b) {\displaystyle (x_{i})_{i\in I}} converge vers a.
Théorème — Un filtre sur un ensemble E est le filtre intersection des filtres élémentaires plus fins que lui.
Corollaire — Soit {\displaystyle {\mathcal {F}}} un filtre sur un espace topologique E et {\displaystyle a\in E}. Les conditions suivantes sont équivalentes :
(a) {\displaystyle {\mathcal {F}}} converge vers a.
(b) Tout filtre élémentaire plus fin que {\displaystyle {\mathcal {F}}} converge vers a.
(c) Tout filet associé à {\displaystyle {\mathcal {F}}} converge vers a.
De même :
Corollaire — Soit {\displaystyle {\mathcal {F}}} un filtre sur un espace topologique E et {\displaystyle a\in E}. Les conditions suivantes sont équivalentes :
(a) a est un point adhérent au filtre {\displaystyle {\mathcal {F}}}.
(b) Il existe un filtre élémentaire {\displaystyle {\mathcal {G}}} plus fin que {\displaystyle {\mathcal {F}}}, convergeant vers a.
(c) Il existe un filet associé à {\displaystyle {\mathcal {G}}}, convergeant vers a.

## Compacité
Les filtres permettent une caractérisation simple des espaces topologiques compacts.
Théorème : Un espace topologique séparé E est compact si et seulement si tout filtre de E admet un point adhérent, ou encore si et seulement si tout ultrafiltre de E converge.
Cette caractérisation qui généralise le théorème de Bolzano-Weierstrass permet de démontrer élégamment le théorème de Tychonov.

## Filtre de Cauchy

### Espace métrique
Dans un espace métrique, une suite est dite de Cauchy si pour tout réel r strictement positif, il existe un rang à partir duquel les termes de la suite sont tous distants les uns des autres de moins de r.
Cette notion se généralise aux filtres en définissant : dans un espace métrique, un filtre est de Cauchy si pour tout réel strictement positif, il existe un élément du filtre de diamètre inférieur ou égal à ce réel.
On vérifie qu'une suite est de Cauchy si et seulement si le filtre associé (le filtre image par la suite du filtre de Fréchet sur ℕ) est lui aussi de Cauchy.
Un espace métrique est dit complet si toute suite de Cauchy y converge. On montre que cela équivaut à dire que tout filtre de Cauchy y converge.
Par contre, dans un espace métrique quelconque, un filtre convergent, tout comme une suite convergente, est toujours de Cauchy.

### Espace uniforme
Dans un espace uniforme, une suite de Cauchy est définie par le fait que pour tout entourage, il existe un rang à partir duquel tous les couples de termes de la suite appartiennent à l'entourage. Un filtre de Cauchy est défini par le fait que pour tout entourage, il existe un élément du filtre dont le carré cartésien est sous-ensemble de cet entourage.
Si l'espace uniforme est associé à un espace métrique, ces deux définitions équivalent aux définitions correspondantes données ci-dessus pour les espaces métriques.
Dans un espace uniforme, la notion de complétude ne peut plus être définie de façon indifférente par la convergence des filtres de Cauchy ou des suites de Cauchy. Il existe ainsi dans un espace uniforme deux notions de complétude : on dit que l'espace uniforme est
- complet si tout filtre de Cauchy y converge,
- séquentiellement complet si toute suite de Cauchy y converge.

La complétude tout court entraîne la complétude séquentielle ; la réciproque est vraie si l'espace uniforme peut être associé à une métrique, mais pas en général.
Dans un espace uniforme, comme dans un espace métrique, les suites et les filtres convergents sont toujours de Cauchy.

## Filtres bornés
Soit E un espace vectoriel topologique, {\displaystyle {\mathcal {F}}} un filtre sur E. On dit que {\displaystyle {\mathcal {F}}} est borné s'il contient une partie bornée de E.
En particulier, si {\displaystyle (x_{i})_{i\in I}} est un filet de E et {\displaystyle {\mathcal {F}}} est le filtre élémentaire associé, ce filtre est borné si, et seulement s'il existe {\displaystyle i\in I} tel que {\displaystyle \{x_{k}:k\geq i\}} est un sous-ensemble borné de E. C'est le cas si {\displaystyle (x_{i})_{i\in I}} est une suite de Cauchy (avec {\displaystyle I=\mathbb {N} )}.
Soit E un espace localement convexe. Les conditions suivantes sont équivalentes :
(a) Toute partie bornée et fermée de E est complète (pour la structure uniforme induite par celle de E).
(b) Tout filtre de Cauchy borné de E est convergent.
L'espace localement convexe E est dit quasi complet si l'une des conditions équivalentes ci-dessus est satisfaite.
Démonstration des équivalences : Supposons (a) satisfaite, soit {\displaystyle {\mathcal {F}}} un filtre de Cauchy borné de E et {\displaystyle A\in {\mathcal {F}}} une partie bornée de E. La trace {\displaystyle {\mathcal {F}}_{A}} sur A de {\displaystyle {\mathcal {F}}} est un filtre de Cauchy sur l'adhérence A de A qui est une partie fermée et bornée de E. Donc {\displaystyle {\mathcal {F}}_{A}} converge, et par suite {\displaystyle {\mathcal {F}}} converge puisque {\displaystyle {\mathcal {F}}_{A}\subset {\mathcal {F}}} ; donc (b) est satisfaite. Réciproquement, supposons (b) satisfaite, soit A une partie fermée bornée de A et {\displaystyle {\mathcal {F}}} un filtre de Cauchy de A. Ce filtre est un filtre borné de E, donc converge, et (a) est donc satisfaite.